# Grote Prijs Raf Jonckheere 1953
De 3e editie van de Belgische wielerwedstrijd Grote Prijs Raf Jonckheere werd verreden op 27 juli 1953. De start en finish vonden plaats in Westrozebeke. De winnaar was Arthur Mommerency, gevolgd door Omer Van Der Voorden en Leopold Degraeveleyn.

## Uitslag
| Grote Prijs Raf Jonckheere 1953 |                      |                    |      |
| Plaats                          | Naam                 | Ploeg              | Tijd |
| Winnaar                         | Arthur Mommerency    | Devos Sport        |      |
| 2                               | Omer Van Der Voorden | Plume-Vainqueur    |      |
| 3                               | Leopold Degraeveleyn | Mercier-Hutchinson |      |

1951 · 1952 · 1953 · 1954 · 1955 · 1956 · 1957 · 1958 · 1959 · 1960 · 1961 · 1962 · 1963 · 1964 · 1965 · 1966 · 1967 · 1968 · 1969 · 1970 · 1971 · 1972 · 1973 · 1974 · 1975 · 1976 · 1977 · 1978 · 1979 · 1980 · 1981 · 1982 · 1983 · 1984 · 1985 · 1986 · 1987 · 1988 · 1989 · 1990 · 1991 · 1992 · 1993 · 1994 · 1995 · 1996 · 1997 · 1998 · 1999 · 2000 · 2001 · 2002 · 2003 · 2004 · 2005 · 2006 · 2007 · 2008 · 2009 · 2010 · 2011 · 2012 · 2013 · 2014 · 2015 · 2016 · 2017 · 2018 · 2019 · 2020 · 2021 · 2022